# Gruczoł łojowy

Gruczoł łojowy na obrazku jako "Sebaceous gland"

Gruczoł łojowy (łac. glandula sebacea) – gruczoł pęcherzykowaty skóry ssaków wydzielający łój, który uchodzi do mieszka włosowego. Jego wydzielina natłuszcza włosy i naskórek. Rozwój i czynności gruczołu łojowego reguluje po części poziom hormonów płciowych w organizmie danej osoby. U człowieka widoczne jest to w okresie dojrzewania. Gruczołów tych nie posiadają walenie, brzegowce, kret złocisty i leniwce.

## Budowa
Gruczoł ten został sklasyfikowany jako prosty, rozgałęziony, pęcherzykowaty.
Jego odcinki wydalnicze, tworzone przez nabłonek wielowarstwowy, porównane zostały do nieregularnych woreczków. Komórki obwodowe, płaskie, wykorzystują swą zdolność do szybkich podziałów, podczas gdy w miarę zbliżania się do centrum gruczołu tę możliwość tracą, podlegając degeneracji tłuszczowej. Opisywane są tu jako wieloboczne. W ich cytoplazmie (nazywanej z tego względu piankowatą) odnaleźć można skupienia lipidów w formie kropli.

## Rozmieszczenie
Zazwyczaj gruczoł łojowy znajduje się w pobliżu włosa, prócz takich miejsc, jak nieowłosione wargi, brodawka sutkowa czy zewnętrzne narządy płciowe. W powiece z kolei występuje jeszcze inny rodzaj gruczołu – tarczkowy, czyli Meiboma. Zagęszczenie gruczołów w ciele ludzkim wynosi 100–800/cm².

## Czynność wydzielnicza
Gruczoł łojowy jest gruczołem holokrynowym, co oznacza, że całe komórki zostają przekształcone w wydzielinę, a ich miejsce zastępują nowe, wytworzone na drodze podziałów. Zdegenerowane komórki środka gruczołu tracą jądro, ich główną funkcją staje się magazynowanie substancji, która przez niezbyt długi odcinek łączący uwalnia się do mieszka włosowego. Odcinek ten pokrywa nabłonek wielowarstwowy płaski.

## Funkcja
Gruczoły łojowe wydzielają łój i woskowinę, które spełniają funkcję ochronną, stanowiąc barierę antybakteryjną. Uważa się także, że są bakteriostatykami i grzybostatykami, ale ich działanie w tym zakresie nie jest zbyt silne.